# Лех (князь)
Лех — вождь или князь племени полян, легендарный предок поляков, основатель и творец польской государственности.
Брат легендарных Чеха и Руса. Традиция приписывает ему создание первой польской столицы Гнезно и государственного герба — Белого орла. Упоминается в чешской Далимиловой хронике начала XIV века и Великопольской хронике неизвестного польского автора конца XIII века.

Итак, от этих паннонцев родились три брата, сыновья Пана, владыки паннонцев, из которых первенец имел имя Лех, второй — Рус, третий — Чех. Эти трое, умножась в роде, владели тремя королевствами: лехитов, русов и чехов, называемых также богемцами, и в настоящее время владеют и в будущем будут владеть, как долго это будет угодно божественной воле; из них наивысшей властью и господством во всей империи всегда обладали лехиты, как это явствует из хроник и из их территории.

Здесь же повествуется о том, как легендарный князь Лех, вождь племени полян, однажды увидел на могучем дубе гнездо белого орла. Приняв его за доброе предзнаменование, Лех и основал город Гнезно:

Впоследствии Лех со своим потомством, идя по широчайшим рощам, там, где было Польское королевство, пришел к некоему месту с весьма плодородной почвой, изобилующему рыбой и дикими зверями, разбил там свою палатку, намереваясь построить себе и своим первое жилище, и сказал: «Будем вить гнездо». Вот поэтому это место (вплоть до настоящего времени) называется «Гнезно», то есть «свивание гнезда» [1].

## Иллюстрации

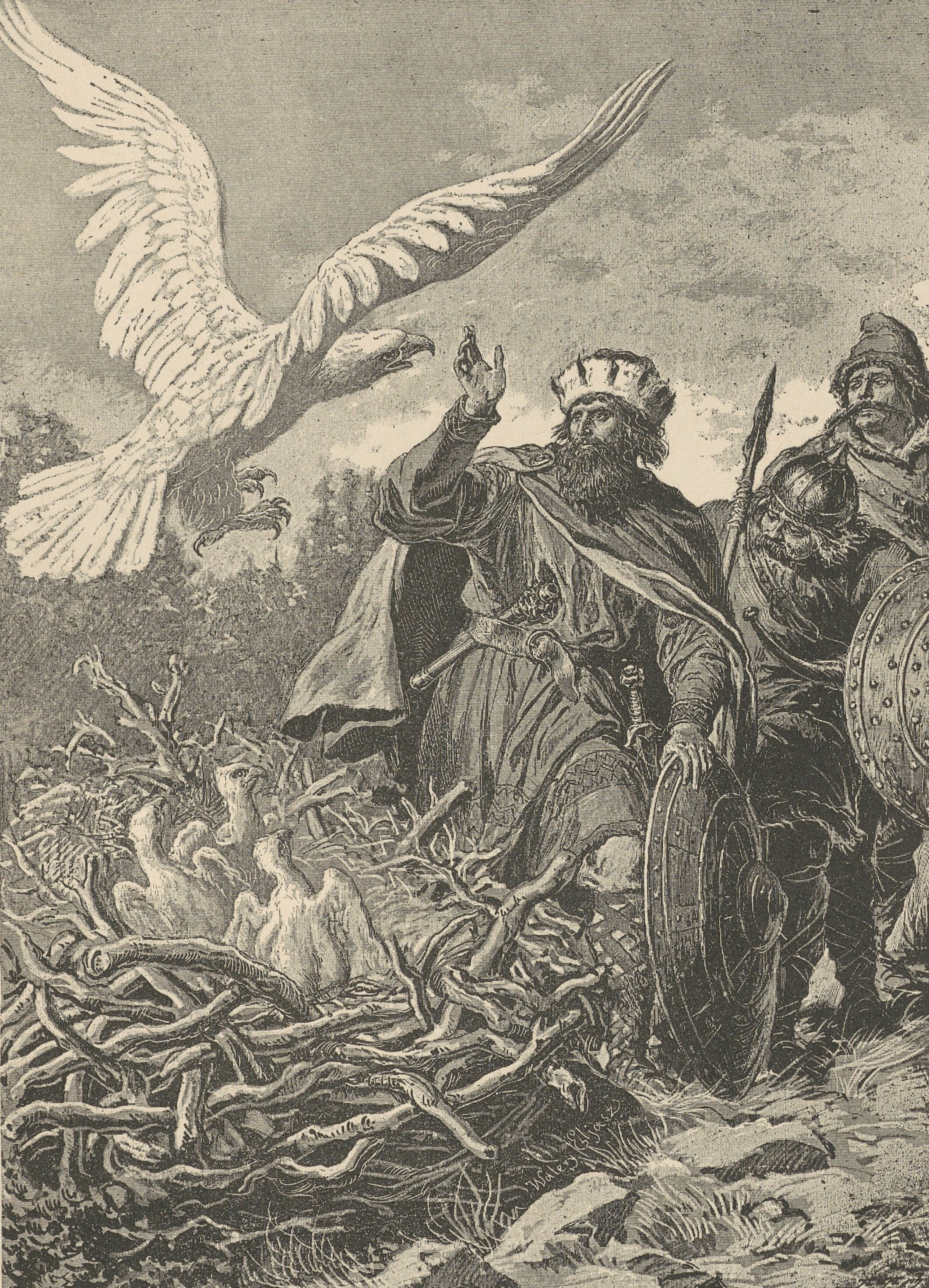
Лех с братьями Чехом и Русом (художник Валерий Эляш-Радзиковский)
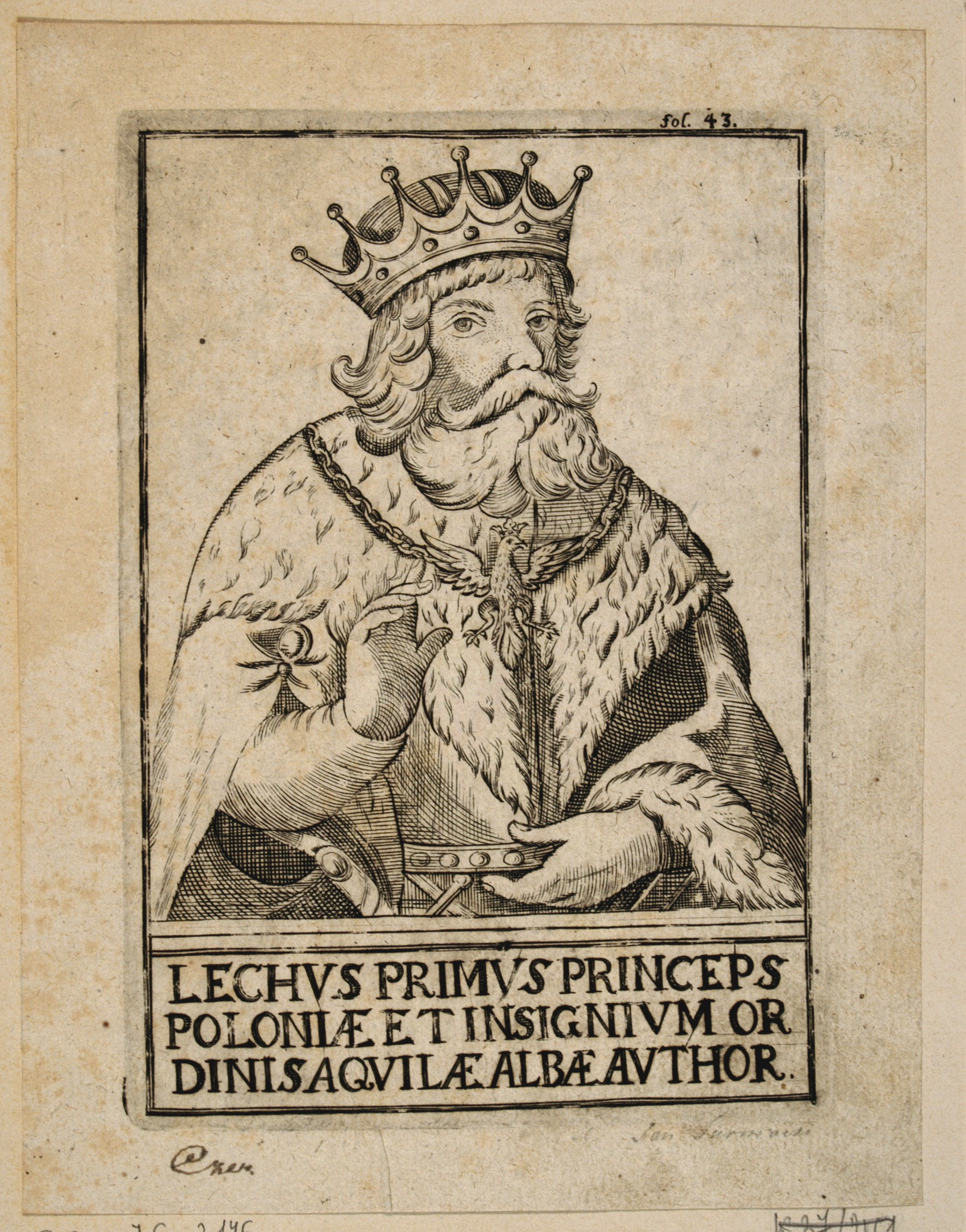
Лех I (художник Ян Сурмацкий)